# Meus Prêmios Nick alla hit nazionale preferita
Il Meus Prêmios Nick alla hit nazionale preferita (Hit nacional favorito) è un premio assegnato annualmente ai Meus Prêmios Nick alla canzone brasiliana preferita dai telespettatori del canale Nickelodeon Brasile. 
La categoria nelle edizioni passate tra il 2003 e il 2018 è stata nota come "Canzone dell'anno" (Música do ano). 

## Variazioni di denominazione nelle varie edizioni
Nella prima edizione del 2000 la categoria viene denominata come "Canzone migliore" (Melhor música) e nel biennio 2001-2002 "Canzone preferita" (Música favorita). 
Per le edizioni dal 2003 al 2018 (a cui fa eccezione quella del 2017) assume il nome di "Canzone dell'anno" (Música do ano). 
Per essere distinta dalla nuova categoria che premia anche le canzoni internazionali, nel 2017 assume il nome di "Hit del Brasile dell'anno" (Hit do ano do Brasil) e poi dal 2019 di "Hit nazionale preferita" (Hit Nacional Favorito). 

## Vincitori e candidati
I vincitori sono indicati in grassetto.

### 2000
- 2000
  - As quatro estações - Sandy & Junior
- 2001
  - Aonde quer eu vá - Os Paralamas do Sucesso
- 2002
  - Festa - Ivete Sangalo
- 2003
  - Quando o Sol se for - Detonautas Roque Clube
- 2004
  - Não sei viver sem ter você - CPM 22
- 2005
  - Um minuto para o fim do mundo - CPM 22
- 2006
  - Ela só pensa em beijar - MC Leozinho
  - Replay - Sandy & Junior
  - Memórias - Pitty
  - Ela vai voltar - Charlie Brown Jr.
- 2007
  - Razões e emoções - NX Zero
  - Berimbau metalizado - Ivete Sangalo
  - Eu sei - Papas da Língua
  - Na sua estante - Pitty
- 2008
  - Boa sorte/Good Luck - Vanessa da Mata
  - Cedo ou tarde - NX Zero
  - Paraíso proibido - Strike
  - Sem ar - D'Black
- 2009 
  - Cartas pra você - NX Zero
  - Ainda gosto dela - Skank e Negra Li
  - Versos simples - Chimarruts
  - Alguém que te faz sorrir - Fresno

### 2010
- 2010 
  - Meteoro - Luan Santana
  - A usurpadora - Cine
  - Fracasso - Pitty
  - Só rezo - NX Zero
- 2011
  - Um beijo - Luan Santana
  - Onde estiver - NX Zero
  - Vou cantar - Restart
  - Planos impossíveis - Manu Gavassi
- 2012
  - Não é normal - NX Zero
  - Minha menina - Restart
  - Ai se eu te pego! - Michel Teló
  - Odeio - Manu Gavassi
- 2013 
  - Vagalumes - Pollo
  - Clichê adolescente - Manu Gavassi
  - Meu novo mundo - Charlie Brown Jr.
  - My Favorite Girl - P9
- 2014 
  - Tudo que você quiser - Luan Santana
  - Quero você - Fly
  - Cobertor - Anitta e Projota
  - País do futebol - MC Guimê
- 2015 
  - Escreve aí - Luan Santana
  - Cabelos de algodão - Fly
  - Meu bem - NX Zero
  - Segue o fluxo - MC Guimê
- 2016
  - Ela só quer paz - Projota
  - 24 horas por dia - Ludmilla
  - Não me toca - Zé Felipe feat. Ludmilla
  - Aquele 1% - Marcos & Belutti feat. Wesley Safadão
  - Bang - Anitta
  - Chuva de arroz - Luan Santana
- 2017
  - Acordando o prédio - Luan Santana
  - Hear Me Now - Alok, Bruno Martini e Zeeba
  - Paradinha - Anitta
  - Trem bala - Ana Vilela
- 2018
  - Medicina - Anitta
  - Ao vivo e a cores - Matheus & Kauan feat. Anitta
  - Din din din - Ludmilla feat. MC Pupio, MC Doguinha
  - O Sol  - Vitor Kley
- 2019
  - Facilita - Kevinho
  - Brisa -  Iza
  - Juntos  - Paula Fernandes e Luan Santana
  - Ouvi dizer  - Melim

### 2020
- 2020
  - Áudio de desculpas - Manu Gavassi
  - Fica - BFF Girls
  - Menina solta - Giulia Be
  - Bambolê - Camila Loures e MC WM
- 2021
  - Girl from Rio - Anitta
  - Morena - Luan Santana
  - Eu feat. você - Melim
  - Ainda bem que chegou - Vitor Kley